# Nathalia Ramos
Nathalia Norah Ramos Cohen, född 3 juli 1992 i Madrid, är en spansk skådespelare. Hon har bland annat spelat rollen som Yasmin i filmen Bratz: The Movie och Nina Martin i House of Anubis.